# Jamajka na Letních olympijských hrách 1952
Jamajka se účastnila Letní olympiády 1952 ve finských Helsinkách.

## Medailisté
| Medaile | Jméno                                             | Sport    | Soutěž                 |
| ------- | ------------------------------------------------- | -------- | ---------------------- |
| Zlato   | George Rhoden                                     | Atletika | Muži běh na 400 m      |
| Zlato   | Herb McKenley George Rhoden Arthur Wint Les Laing | Atletika | Muži štafeta 4 × 400 m |
| Stříbro | Herb McKenley                                     | Atletika | Muži běh na 100 m      |
| Stříbro | Herb McKenley                                     | Atletika | Muži běh na 400 m      |
| Stříbro | Arthur Wint                                       | Atletika | Muži běh na 800 m      |